# Sax (Adelsgeschlecht)

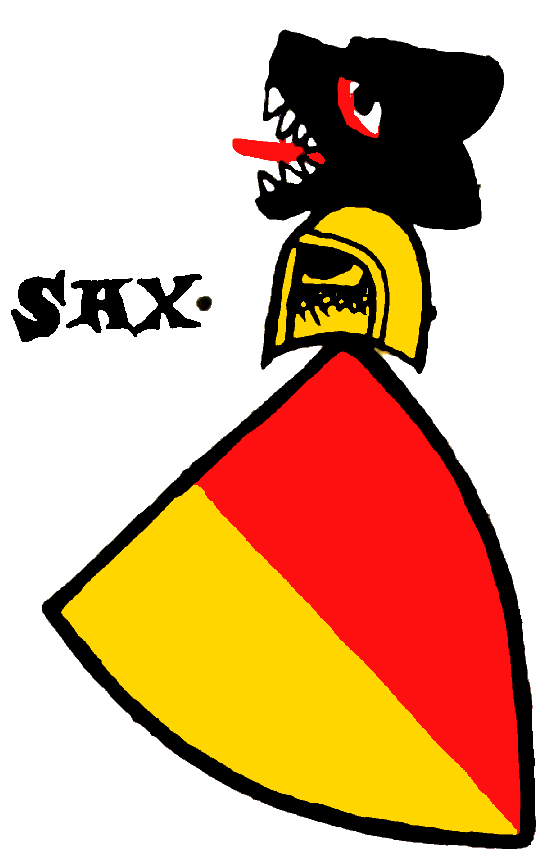
Wappen derer von Sax in der Zürcher Wappenrolle

Die Adelsfamilie von Sax (ursprünglich de Sacco, auch de Sax) stammte aus der heutigen Ostschweiz. Der Schwerpunkt ihrer Besitzungen lag beidseits der Alpen in den heutigen Kantonen St. Gallen, Graubünden und Tessin. Der Ursprung der Familie ist unbekannt, angesichts der Besitztümer beidseits der Alpen wird vermutet, dass sie aus dem churrätischen Hochadel abstammte und wohl mit der Familie da Torre verwandt war. Die Familie zerfiel in zwei Hauptlinien: Die Grafen von Sax-Misox und die Freiherren von Hohensax.

## Ursprünge

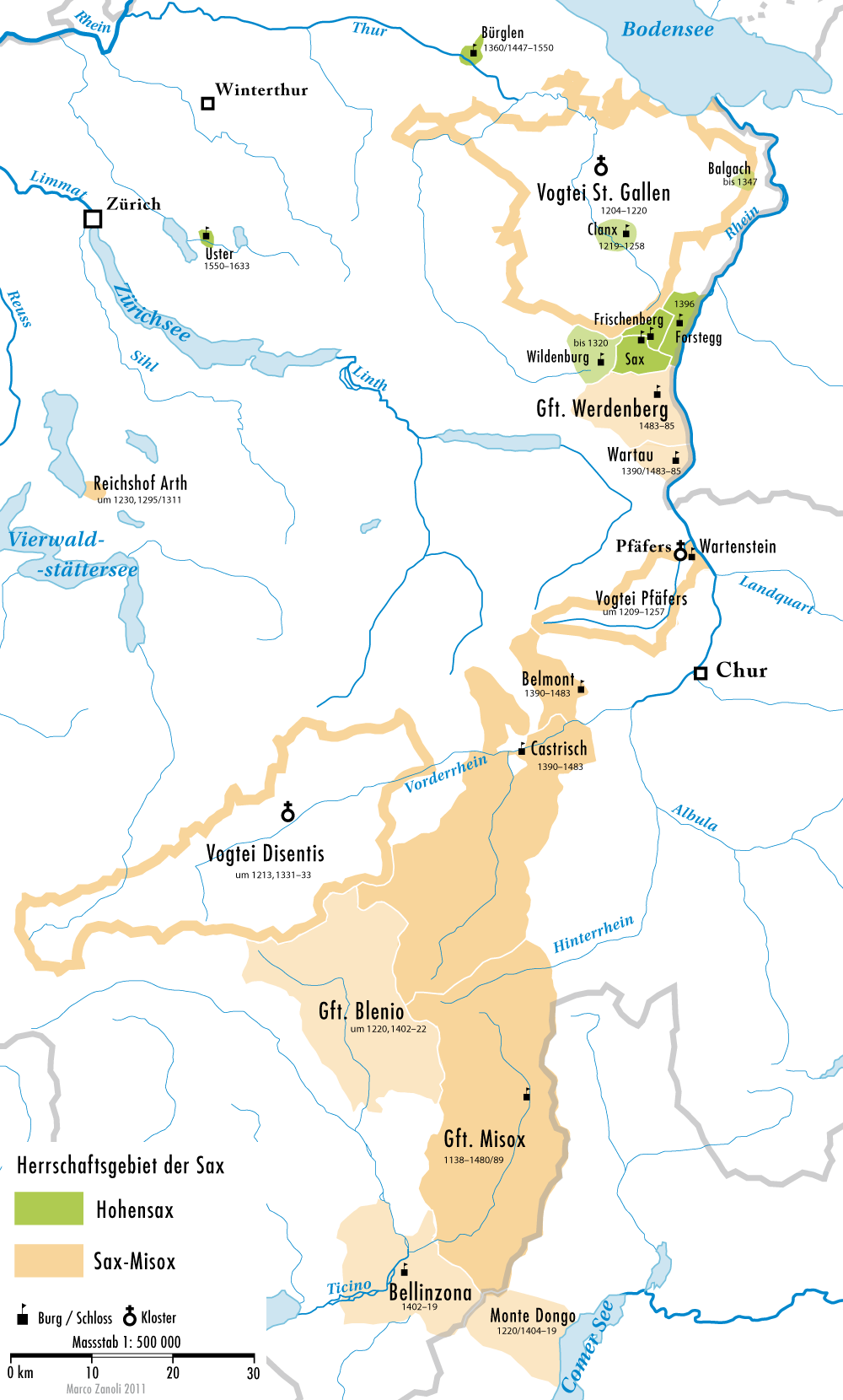
Herrschaftsgebiet der Freiherren und Grafen von Sax

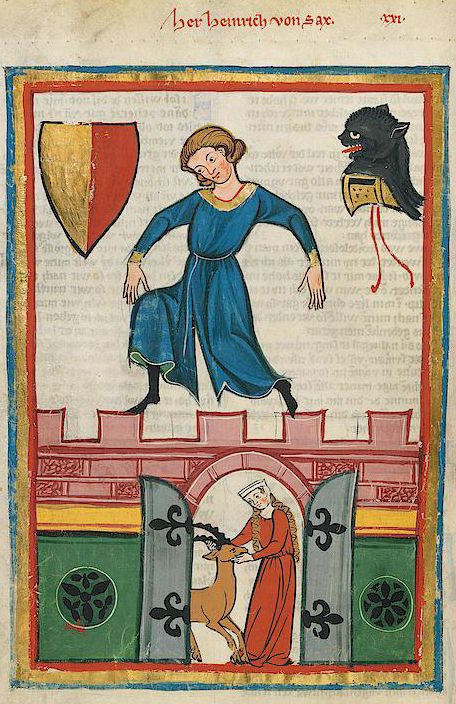
Der Minnesänger Heinrich von Sax im Codex Manesse

Der früheste urkundlich erwähnte Vertreter der Familie war Eberhard de Sacco, der 1137/39 als Prokurator der Herren von Gammertingen in Chur war. Er kann vermutlich mit Eberhard von Sasbach identifiziert werden, der mit seiner Gattin Heilwig 1138/52 Güter an das Kloster Reichenbach übergab. Als Stammvater gilt jedoch der 1188 erwähnte Albrecht von Sax. Einer Stiftungsurkunde zufolge war die Familie Sax 1168 im Besitz der Talschaft Misox, die sie wohl als Anhänger der Staufer zu Lehen bekommen hatten. Heinrich I. von Sax war Vogt des Klosters St. Gallen, der Klöster Disentis und Pfäfers, Erbauer der Burg Forstegg, Herr der Burg Wartenstein. Unter ihm erwarben die von Sax auch bedeutende Güter im Toggenburg und im Rheintal, wo sie um 1200 die nach ihnen benannte Burg Hohensax als Herrschaftszentrum erbauten. Von Friedrich II. wurde er 1220 mit der Grafschaft Blenio und der Herrschaft Monte Dongo belehnt. Der Einfluss der Familie Sax in der Ostschweiz wird daran deutlich, dass Heinrichs Bruder Ulrich 1204–20 Abt von St. Gallen wurde.
Das Geschlecht der Sax teilt sich mit den Brüdern Heinrich III., Albert III. und Ulrich III. 1248. Albert und seine Nachkommen übernahmen den Familienbesitz in Graubünden und Tessin und nannten sich nach der Herrschaft Misox. Ulrich erhielt die Herrschaft Hohensax und die Hälfte der Vogtei Balgach. Nach der Burg Hohensax bei Sennwald nannten sich seine Nachkommen Freiherren von Hohensax.

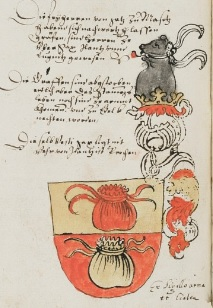
Wappen der gegraften Freiherren von Sax zu Masox (Misox / Mesocco) im Wappenbuch des Aegidius Tschudi auf Tafel 302
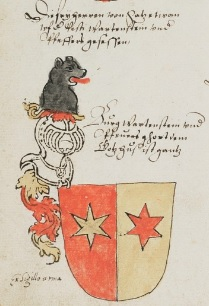
Wappen der Freiherren von Sax auf Wartenstein und Pfäfers (Kloster und Ort) im Wappenbuch des Aegidius Tschudi Tafel 302, Mitte 16. Jh.
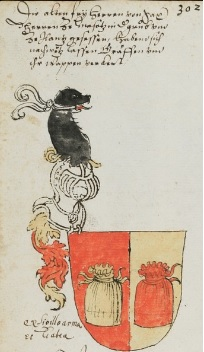
Wappen der gegraften Freiherren von Sax, Herren zu Misox, Gruob und Ilanz im Wappenbuch des Aegidius Tschudi, Tafel 302
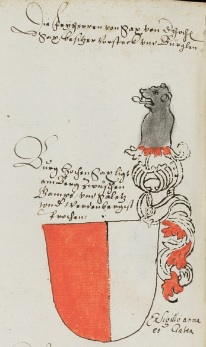
Wappen der Freiherren von Sax von Hohensax auf Burg Forstegg und Bürglen TG im Wappenbuch des Aegidius Tschudi

## Stammliste bis zur Teilung
Nach Gabathuler
1. Eberhard de Sacco / von Sasbach, 1137/39 Prokurator der Herren von Gammertingen ⚭ Heilwig
  1. Heinrich I von Sax (1140/45 – vor 1219), 1193–1212 Dekan von St. Gallen
  2. Albert I. von Sax (1140/45 – vor 1220), 1188 im Gefolge Rudolf von Tübingens
    1. Ulrich I. von Sax (1170/75 – 1220), Abt von St. Gallen, ab 1207 Reichsfürst
    2. Eberhard II.
    3. Heinrich II. (1170/75 – vor 1239), Vogt der Klöster Disentis und Pfäfers ⚭ Erbtochter des Manfred von (Mesocco-)Crimei und der Schwester Alcherio da Torres
      1. Ulrich II. († 30. Mai 1227), 1210 Dompropst von Chur
      2. Albert II. († um 1227/28)
        1. Heinrich III (von Sax von Calanca), Sitz auf Burg Calanca, 1244 Mailänder Capitaneus
        2. Albert III (von Sax von Misox † 1279), Sitz auf Burg Wartenstein, 1251 verlegt nach Misox: Grafen von Sax-Misox
        3. Ulrich III (von Sax), Sitz auf Burg Hohensax: Freiherren von Sax

      3. (Guta), illegitime Tochter, 1236 als Leibeigene an das Kloster St. Gallen verschenkt
        1. Hermann, 1236 Domherr
        2. Heinrich, 1250 Kirchenherr der Eigenkirche Sax

  3. Ulrich von Sax, 1200 Domherr von Chur

## Sax-Misox

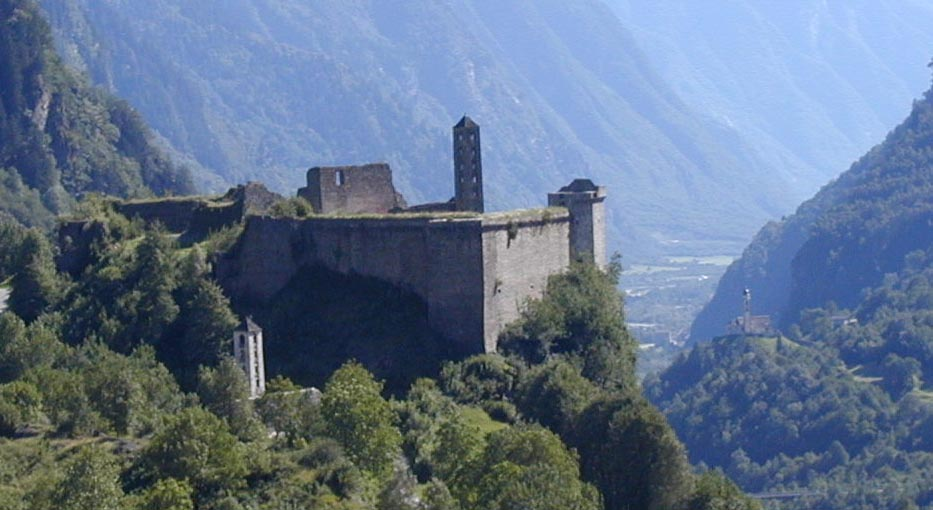
Schloss Misox und das Misox-Tal

Albert III. verkaufte 1257 dem Kloster Pfäfers für 300 Mark Silber das Schloss Wartenstein und die Vogtei über Pfäfers, Valens, Vättis und Untervaz. Nach dem Niedergang der Staufer verloren die Sax-Misox das Bleniotal, Monte Dongo und die Burg Clanx in Appenzell. Kern der Besitzungen der Sax-Misox waren nun die Talschaft Misox mit dem San-Bernardino-Pass und die Walsersiedlungen im Rheinwald. Den weit davon entfernten Reichshof in Arth verlehnten die Sax 1295 an die Ritter von Grünenfels aus Waltensburg/Vuorz. Caspar von Sax-Misox (1362–1390) war mit Elisabeth von Rhäzuns verheiratet. Nach dem Tod ihres Grossvaters Walter von Belmont gelangte der grosse Teil der Besitzungen der Familie Belmont an die Sax-Misox, so Flims mit der Burg Belmont, Fidaz, Gruob, Ilanz, Lugnez, Vals und Wartau. Die Herrschaft Wartau wurde später an die Grafen von Werdenberg verkauft.
Johann von Sax-Misox (1390–1427) war mit Katharina von Werdenberg-Heiligenberg verheiratet, die Miterbin des letzten Grafen von Toggenburg war. Sie erhielt 1437 mit Wilhelm von Montfort das Prättigau, Davos, Belfort, Schanfigg und die Vogtei über Churwalden und Burg Strassberg aus dem Toggenburger Erbe. Er liess den Passweg übers Güner Lückli von Castrisch über Sevgein, Pitasch, Safien und über den Safierberg ins Rheinwald und Misox als alpine Handelsverbindung ausbauen. Längere Zeit stand er im Dienst der Herzogsfamilie Visconti aus Mailand. 1402 eroberten Johann und sein Bruder Albert (1390–1406) die mailändische Festung Bellinzona und besetzten auch das Bleniotal. In Gorduno, Bogiano und Roveredo errichteten sie Burgen zur Sicherung ihrer Eroberungen. Als 1407 die Urner mit ihren Verbündeten gegen Mailand vorrückten, mussten die Brüder in ein Burgrecht mit ihnen treten und den Durchmarsch erlauben. Im August 1413 unterstützen die Sax-Misox den deutschen König Sigismund bei seinem Zug gegen Mailand und erhielten dafür vermutlich den Grafentitel und das Münzregal zugestanden. 1419 verkauften Johann und Donat (1400–1423) von Sax-Misox unter Druck Blenio, Bellinzona und Monte Dongo an Uri und Obwalden. 1424 gründete Johann von Sax-Misox mit seinen Gerichten Ilanz, Gruob, Lugnez, Vals, Castrisch und Flims den Grauen Bund. Im Mailänderzug von 1425, als der Graue Bund mit den Eidgenossen gegen Mailand zog, blieb er aber neutral. Er liegt in der Kirche von Castrisch begraben.
Graf Heinrich von Sax-Misox (1427–1488) stritt längere Zeit um das Toggenburger Erbe seiner Mutter Katharina. 1439 trat er seinen Anteil an Wilhelm von Montfort ab. Nur seinen Teil der Grafschaft Uznach verpfändete er an Schwyz und Glarus. Während der Wirren in Mailand um die Ambrosianische Republik erlitt er in der Schlacht an der Olona am 6. Juni 1449 eine Niederlage. 1450 versöhnte er sich aber wieder mit dem Herzog von Mailand. Als er sich anschickte, sogar ein Bündnis mit Mailand abzuschliessen, kam es 1458 zu einem Aufstand in seinen Gebieten im Grauen Bund, der jedoch dank der Vermittlung des Abtes von Disentis gütlich beigelegt werden konnte. Heinrich von Sax-Misox konnte so 1466 ein Bündnis mit Herzog Galeazzo Sforza von Mailand bekräftigen. 1479 trat Heinrich den grössten Teil seiner Besitzungen an seinen Sohn Johann Peter ab.

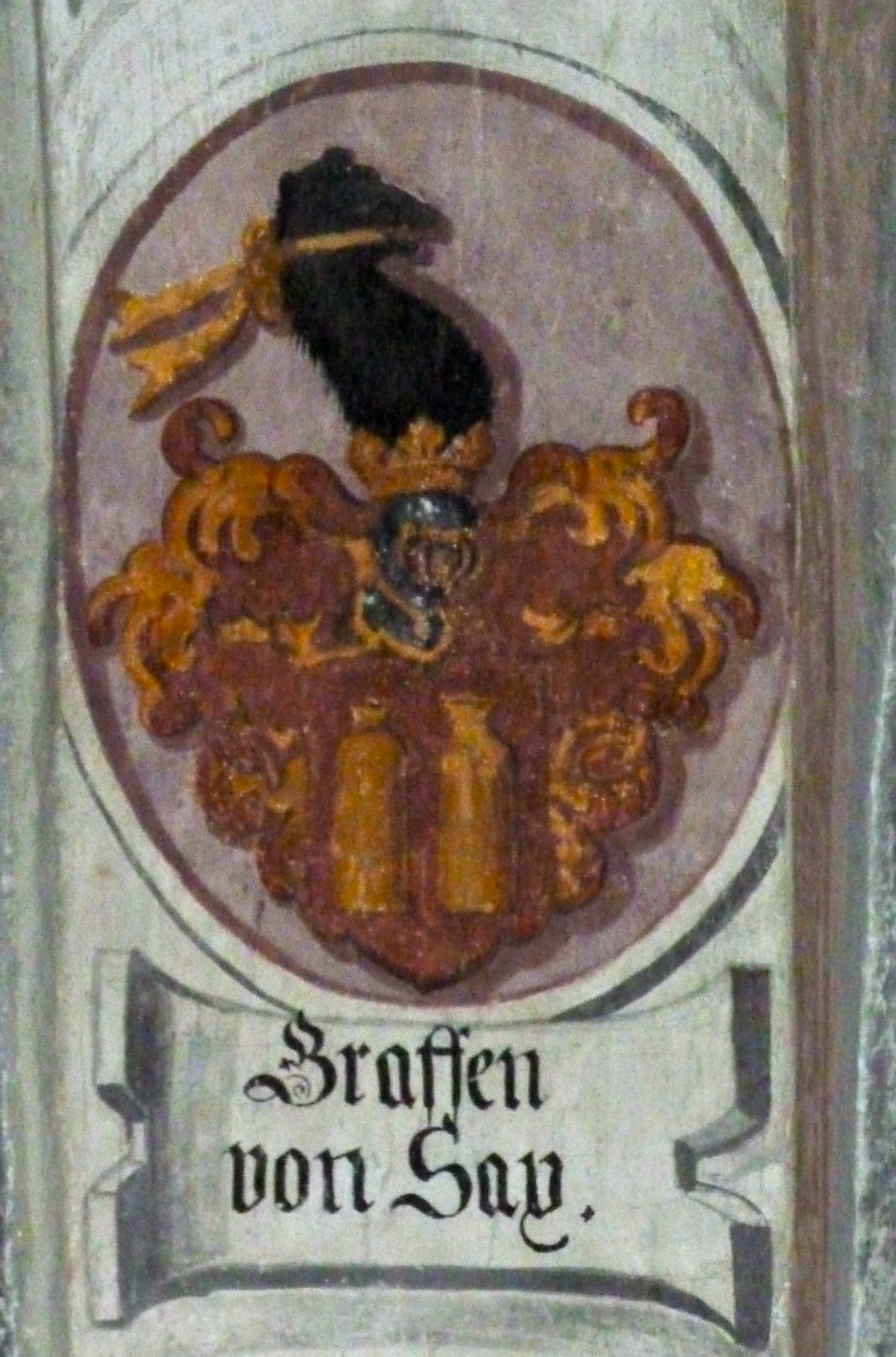
Wappen der Grafen von Sax-Misox in der Kathedrale von Chur

Johann Peter (1462–1540) war der letzte Graf von Sax-Misox. Er war ein erklärter Gegner Mailands und verfolgte alle Parteigänger der Sforza in seinem Herrschaftsgebiet. Da Mailand ihn deswegen bedrängte, trat er zusammen mit seinem Gericht Misox und Soazza 1480 in den Grauen Bund ein. Als Mailand die Talschaft Misox trotzdem besetzte, verkaufte er sie 1480 an den Mailänder Heerführer Gian Giacomo Trivulzio. Nach längeren Querelen musste er 1489 alle Ansprüche auf seine ehemaligen Besitzungen im Tessin und im Misox aufgeben. Durch seine zweite Ehe mit der Gräfin Clementine von Montfort-Werdenberg kam Johann Peter 1483 in den Besitz der Grafschaft Werdenberg und der Herrschaft Wartau. Aus Geldnot musste er 1483 seine belmontischen Besitzungen an Ortlieb von Brandis, Bischof von Chur, und 1485 Werdenberg und Wartau an die Stadt Luzern verkaufen. Verarmt trat er in die Dienste der Herzöge von Österreich und Mailand. Er verstarb in Castrisch und wurde in der dortigen Kirche begraben.
Das Wappen der Sax-Misox war ein von Rot und Gold geteilter Schild mit zwei Säcken in gewechselten Farben.
Illegitime Linien der Familie Sax-Misox existierten in Grono, in Castrisch, Waltensburg und Truns. Sie nannten sich Junker von Sax.
Die Erforschung der Familie Desax erweist sich als recht schwierig. Es ist oft nicht mehr möglich alle Familienmitglieder ausfindig zu machen, da die notwendigen Unterlagen wie zum Beispiel Kirchenbücher nicht mehr vorhanden sind. Dies trifft vor allem auf die Kirchenbücher von Disentis zu. Diese sind im Jahre 1798 den Brandschatzungen der französischen Truppen zum Opfer gefallen.
Allgemein wird davon ausgegangen, dass die Desax von Disentis und andere Desax Linien aus dem Bündner Oberland von den Sax-Misox abstammen. Die Desax von Disentis leiten ihre Herkunft vom Hofe Sax in Disentis ab. Die spärlichen Überreste eines Turmes oder einer Burg bei Acletta in Disentis, stehen möglicherweise im Zusammenhang mit den Sax-Misox, denn Heinrich von Sax (Misox) war 1190 Schirmvogt des Klosters Disentis. Der Linie Desax von Disentis entstammte Josef von Sax, Abt von Disentis 1641–1642. Bisher ist keine andere Herkunft der Familie Desax bekannt.

## Hohensax

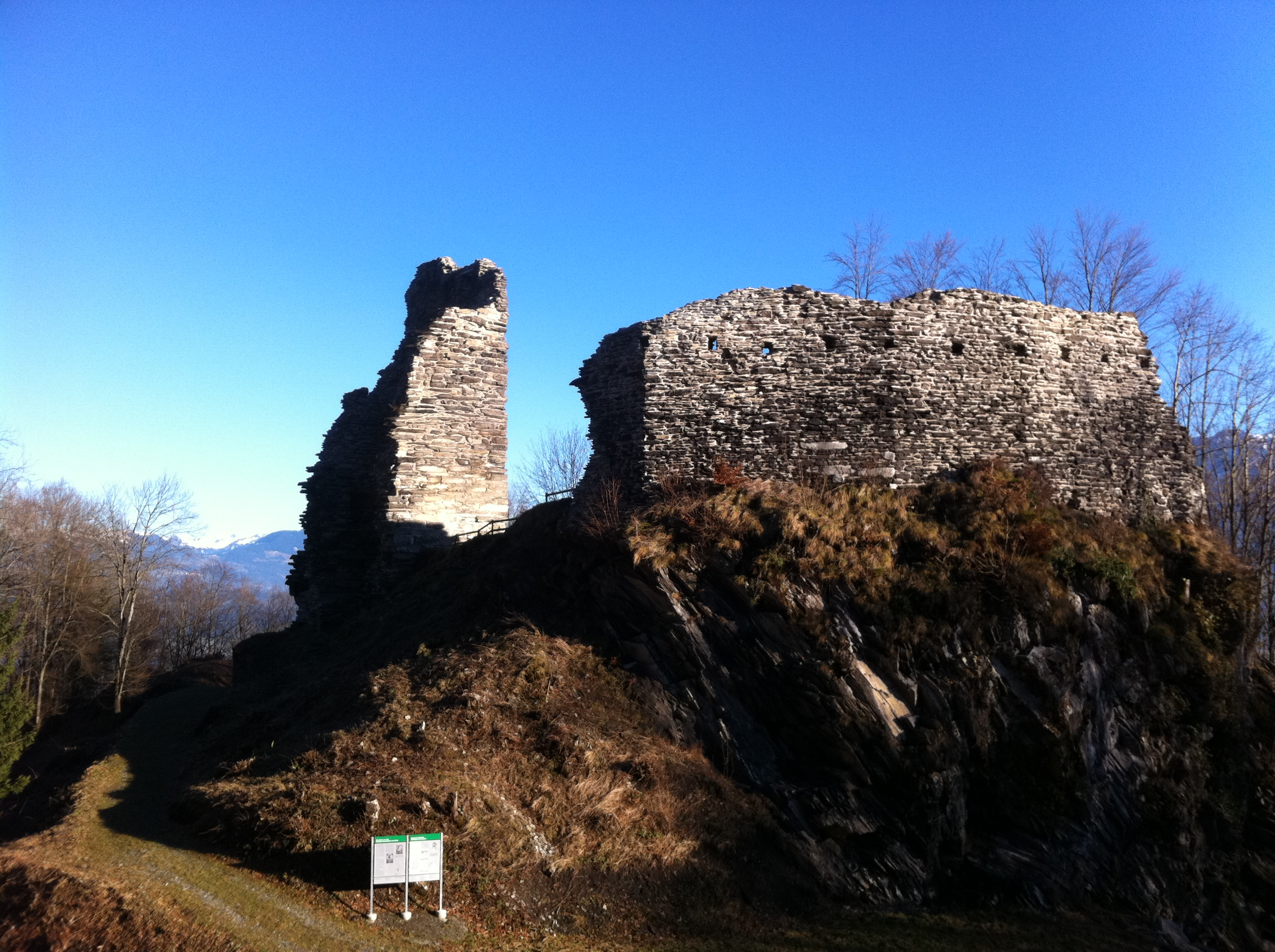
Burgruine Hohensax

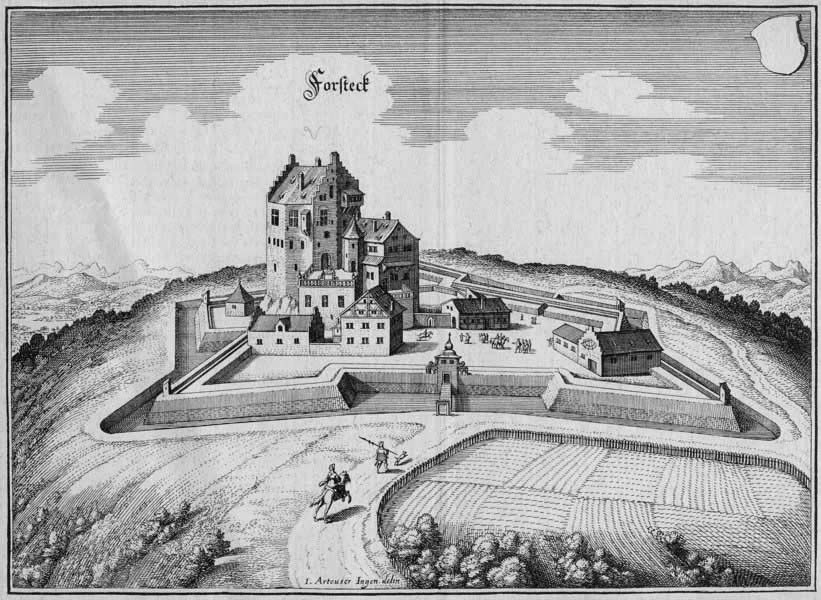
Burg Forstegg (1630)

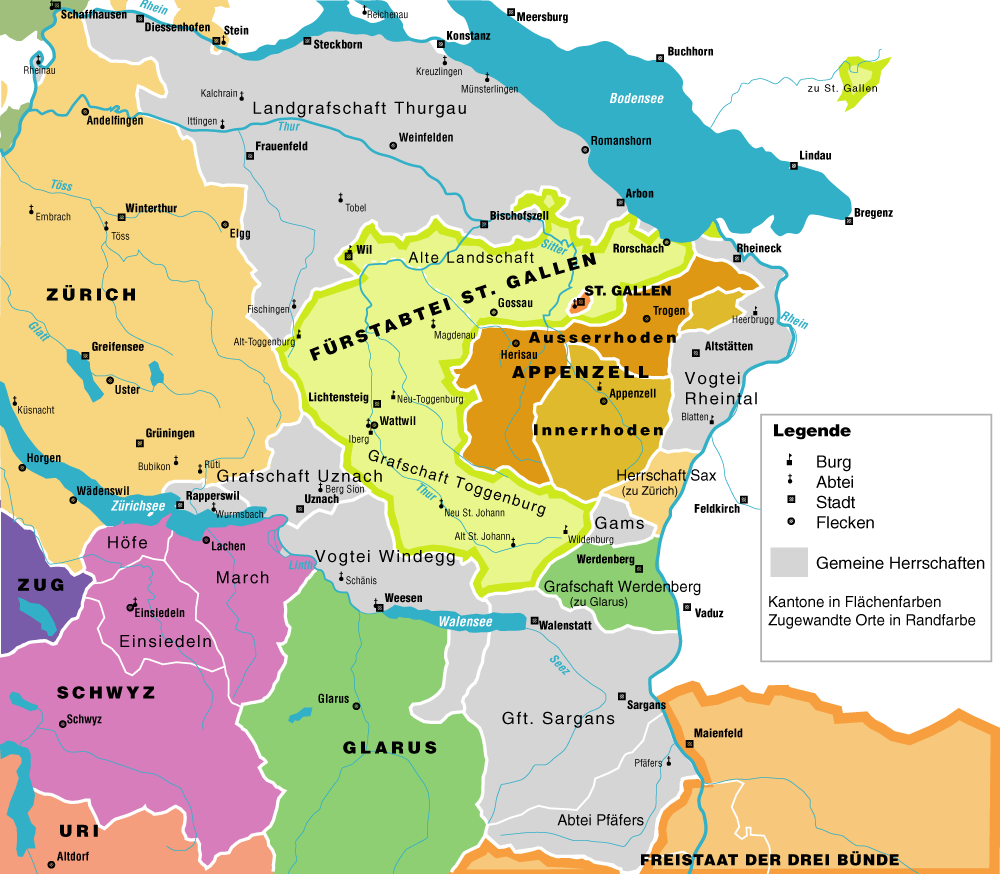
Die politischen Verhältnisse der Ostschweiz während der Alten Eidgenossenschaft (vor 1798)

Im 13. Jahrhundert waren die Erben Ulrichs II., Ulrich III. (1282–1322), Walter (1282) und Eberhard II. (1309) im Besitz der Dörfer Gams, Sax und eines Teils von Wildhaus sowie der Hälfte der Vogtei Balgach. In diesen Gebieten gehörten ihnen die Burgen Hohensax, Burg Frischenberg, Wildenburg und Burg Forstegg. 1320 verkauften sie die Wildenburg bei Wildhaus an den Grafen von Toggenburg. Unter den Söhnen Ulrich III. kam es zu einer weiteren Erbteilung. Ulrich IV. Stephan (1329–1381) erhielt Burg Forstegg mit den Dörfern und Weilern Büsmig, Frümsen, Haag und Salez. Ulrich Branthoch (1329–1356) zusammen mit Ulrich Eberhard III. (1346–1397) Burg Hohensax, Ulrich Johann I. (1346–1377) Burg Frischenberg. 1347 verkauften die Brüder ihren Anteil an der Vogtei Balgach, 1360 gelangte Ulrich IV. Stephan in den Besitz der halben Herrschaft Bürglen im Thurgau.
Die Söhne von Ulrich IV. Stephan und Ulrich Johann I., Ulrich Eberhard IV. (1348–1413), Ulrich V. (1348–1388), Wilhelm I. und Johann II. gerieten wegen der Besitzansprüche auf Burg Hohensax in eine Fehde mit ihrem Onkel Ulrich Eberhard III., die von Herzog Leopold IV. von Österreich zugunsten Ulrich Eberhards III. geschlichtet wurde. Dieser verkaufte 1393 Burg und Dorf Sax sowie Gams an Leopold IV., der sie 1399 an Ulrich Eberhard IV. zu Lehen gab. 1396 erwarb dieser auch den Hof Sennwald. Er und seine Frau Elisabeth von Werdenberg-Sargans verbündeten sich 1405 mit den Appenzellern, wodurch ihre Burgen in den Appenzellerkriegen nicht zerstört wurden und sie die Vasallität zu Österreich wieder abstreifen konnten.
Albrecht I. von Hohensax (1439–1463) erbte nach dem kinderlosen Tod aller männlicher Verwandten den gesamten Familienbesitz der Linie Hohensax. Er agierte unglücklich zwischen Österreich, Zürich und den Eidgenossen im Alten Zürichkrieg und im Plappartkrieg, so dass er zwischen die Fronten geriet und schliesslich geächtet wurde. Ausserdem heiratete er nicht standesgemäss eine Ursula Mötteli, so dass nach seinem Tod seine Schwester Elisabeth die Burgen Hohensax und Frischenberg mit den dazugehörenden Dörfern Gams und Sax erbte. Elisabeth von Hohensax war mit Kaspar von Bonstetten, einem Bürger von Zürich, verheiratet, weshalb die Appenzeller 1446 während des Alten Zürichkrieges seine Burgen Hohensax und Frischenberg niederbrannten und einen Teil der Herrschaft Hohensax annektierten. Nur Gams und die Ruine der Burg Hohensax gaben sie 1461 wieder an die Bonstetten zurück, Burg Frischenberg mit dem Dorf Sax behielten sie. Dieses Gebiet fiel 1490 nach dem St. Gallerkrieg an die VII östlichen Orte der Eidgenossenschaft.
Der Sohn Albrechts und Ursulas, Ulrich VII. von Hohensax (1463–1538), wurde dem Zürcher Bürgermeister Hans Waldmann als Mündel übergeben. Ihm verblieb vorerst nur die Herrschaft Bürglen. Während der Burgunderkriege kämpfte er auf Seiten Zürichs und wurde zum Ritter geschlagen. 1481 konnte er die an st.gallische Bürger verpfändete Herrschaft Forstegg wieder auslösen. 1486 wurde er Bürger von Zürich. Wegen seiner Verdienste im Schwabenkrieg erhielt er von der Eidgenossenschaft Burg und Herrschaft Frischenberg sowie die hohe Gerichtsbarkeit über Lienz. Diese Gebiete bildeten nun die Freiherrschaft Sax-Forstegg. 1501 und 1503 amtete er als kaiserlicher Gesandter bei der Eidgenossenschaft. Während der Mailänderkriege war er 1511–13 Oberbefehlshaber des eidgenössischen Heeres und wurde als Gesandter nach Rom und Venedig geschickt. 1521 trat er zur Reformation über, kehrte aber 1531 wieder zum katholischen Glauben zurück. Ulrich galt als hervorragender Diplomat und Söldnerführer.
Sein Sohn Ulrich Philipp (1531–1585) trat ebenfalls zum reformierten Glauben über und führte in seinem Herrschaftsgebiet die Reformation ein. Er verkaufte 1550 Bürglen an die Breitenlandenberg und erwarb dafür 1560 Schloss und Herrschaft Uster. Nach ihm begann der Niedergang der Familie Hohensax. Johann Albrecht II. (1545–1597) tötete in einem Raufhandel den Landvogt Georg Trösch von Sargans und diente darauf 15 Jahre in spanischen Diensten. Johann Philipp (1550–1596) diente in der Kurpfalz und in den Niederlanden, von wo er mit der Manessischen Liederhandschrift zurückkehrte. Er geriet in einen Erbstreit mit seinem Bruder Johann Albrecht, dessen Sohn Georg Ulrich ihn in Salez 1596 tödlich verwundete. Sein Leichnam wurde 1730 in der Familiengruft in Sennwald unverwest vorgefunden und wurde dort bis in die 1970er Jahre als «Mumie von Sennwald» ausgestellt. Friedrich Ludwig (1589–1629), Sohn von Johann Philipp, verkaufte 1615 zwei Drittel der Herrschaft Sax-Forstegg an Zürich. Der letzte des Geschlechts der Hohensax, Christoph Friedrich (1620–1633), verkaufte auch noch den Rest der Herrschaft Sax-Forstegg an Zürich. Er starb 1633 auf Burg Uster.
Das Wappen der Freiherren von Hohensax beziehungsweise das Stammwappen der Sax war ein von Gold und Rot gespaltener Schild.
Der Schweizer Schriftsteller Adolf Muschg bezieht sich in seinem Roman Sax (2010) auf die Familiengeschichte der Hohensax.

## Familienmitglieder
- Ulrich von Sax (1204–1220), Abt von St. Gallen
- Martin I. von Sax, um 1330 Abt von Disentis
- Ulrich von Sax (* ca. 1462; † 1538), Schweizer Diplomat, Söldnerführer, Militärunternehmer und erster Oberbefehlshaber des Heeres der alten Eidgenossenschaft

- Albert von Sax († 1406), Schweizer Freiherr und Graf
- Albrecht von Sax, Adliger und Freiherr
- Heinrich I. von Sax, Schweizer Freiherr und Graf
- Heinrich II. von Sax, Schweizer Freiherr und Graf
- Johann Peter von Sax, Schweizer Freiherr und Graf
- Johann von Sax († 1427), Schweizer Freiherr und Graf
- Rudolf III. von Hohensax († 1446/1447), von 1438 bis 1447 Abt von Einsiedeln
- Gerold von Sax-Hohensax († 1480), von 1452 bis 1480 Abt von Einsiedeln